# Egon Franke (szermierz)
Egon Johann Franke (ur. 23 października 1935 w Gliwicach, zm. 30 marca 2022 w Turynie) – polski szermierz pochodzenia niemieckiego, trzykrotny medalista igrzysk olimpijskich i wielokrotny medalista mistrzostw świata.

## Kariera sportowa
Trzykrotnie startował we florecie na IO. Na igrzyskach olimpijskich w Rzymie w 1960 był członkiem drużyny, która odpadła w ćwierćfinale. Podczas igrzysk olimpijskich w Tokio w 1964 zwyciężył indywidualnie i jako pierwszy obywatel Polski zdobył złoty medal olimpijski w szermierce. Na tych samych igrzyskach wywalczył srebrny medal w drużynie (wraz z Ryszardem Parulskim, Januszem Różyckim, Zbigniewem Skrudlikiem i Witoldem Woydą). Cztery lata później, na igrzyskach olimpijskich w Meksyku zdobył swój trzeci medal olimpijski – brązowy w drużynie (z Adamem Lisewskim, Parulskim, Skrudlikiem i Woydą).
Był też brązowym medalistą mistrzostw świata we florecie indywidualnie (w Gdańsk 1963), a w drużynie mistrzem świata w szabli (Buenos Aires 1962), wicemistrzem we florecie (Gdańsk 1963) i czterokrotnym brązowym medalistą we florecie (Turyn 1961, Buenos Aires 1962, Moskwa 1966 i Montreal 1967).
Zdobył tytuł mistrza Polski we florecie (1962) i wicemistrza w 1957 i 1967. Trzykrotnie był też mistrzem Polski w drużynie.
Zajął 4. miejsce w Plebiscycie Przeglądu Sportowego 1964. Startował w barwach Budowlanych Gliwice (1952-1955), CWKS Warszawa (1955-1957) i Piasta Gliwice (1957-1971). 

## Życie prywatne
Urodził się przed II wojną światową w niemieckich wówczas Gliwicach. Jego rodzina w 1945 zdecydowała się pozostać w Polsce (na ich decyzję wpłynął fakt, że ojciec Frankego nie służył w wojsku, gdyż był niepełnosprawny). Języka polskiego Egon zaczął się uczyć dopiero w wieku 10 lat. Sam mówił o sobie, że jako chłopiec był Niemcem, później określał siebie jako Ślązaka, a w końcu zdał sobie sprawę, że jest Polakiem, choć ma niemieckie imię i nazwisko.
Po zakończeniu kariery wyjechał z rodziną w 1975 do Włoch, gdzie pracował z sukcesami jako trener, prowadząc także reprezentację narodową kadry szermierczej. Zamieszkał z żoną na stałe we Włoszech, ale nigdy nie ubiegał się o włoskie obywatelstwo, miał też dom w Polsce. 
Jego dwaj bracia także uprawiali szermierkę, młodszy brat również został trenerem (mieszka w Brunszwiku). Egon Franke był żonaty (drugie małżeństwo) z Elżbietą Franke z d. Cymerman, która także była znaną florecistką i olimpijką. Starszy syn Witold, z pierwszego małżeństwa, mieszka w Gliwicach. Młodszy, Piotr, mieszka również we Włoszech i jest trenerem szermierki.

## Filmy
- Egon Franke, reż. Ignacy Szczepański, 2005[6].